# زنگی، قفقاز
زنگی (به ترکی آذربایجانی: Zangi) یک منطقهٔ مسکونی در جمهوری آذربایجان است که در شهرستان اسماعیل‌لی واقع شده‌است.